# 大垣車両区
大垣車両区（おおがきしゃりょうく）は、岐阜県大垣市にある東海旅客鉄道（JR東海）の車両基地である。

敷地は西側にある養老鉄道養老線の線路脇まで広がっている。

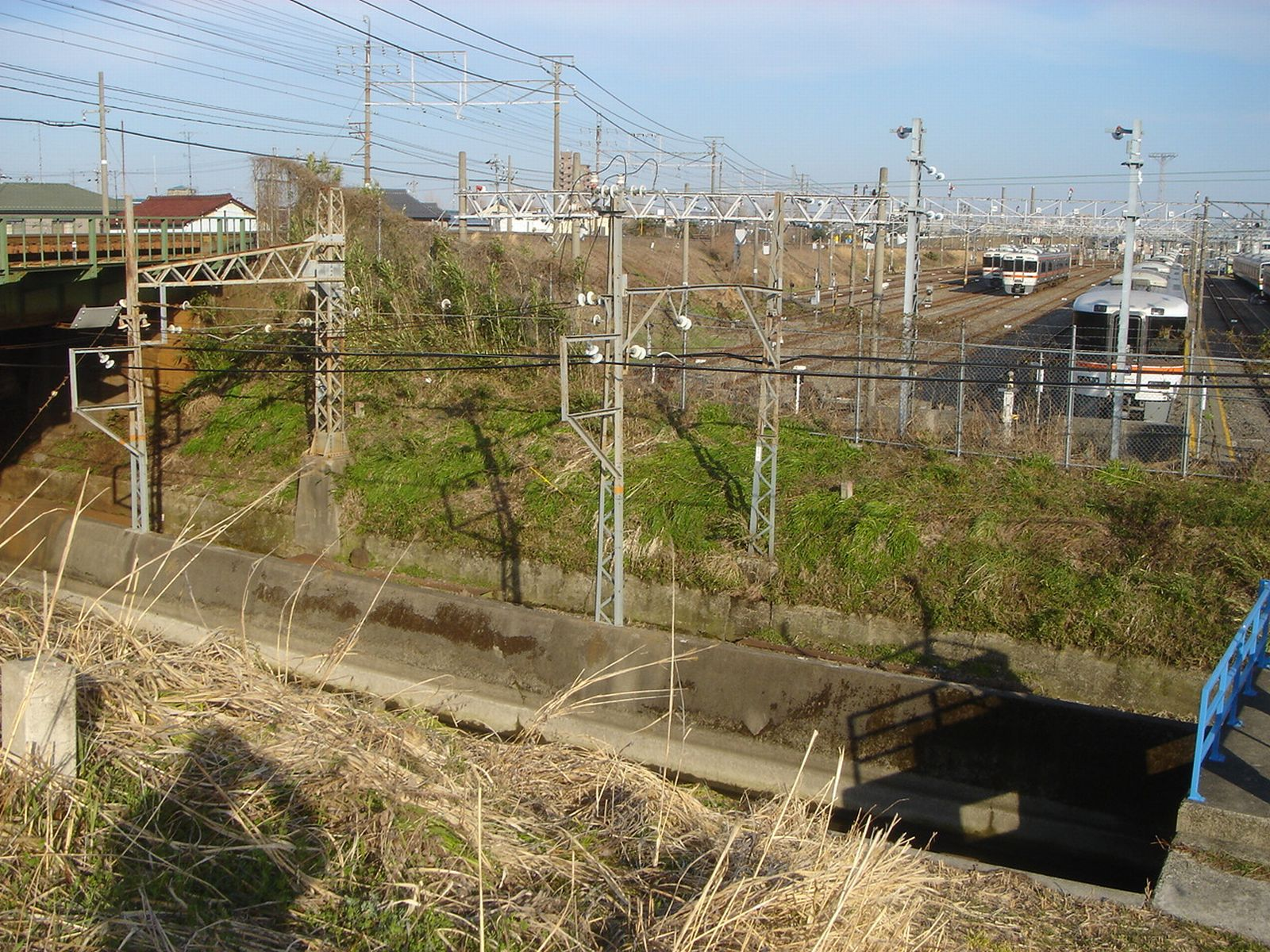
大垣車両区の西側より望む。左側が東海道本線、手前（水路の奥）を養老鉄道が通る。

## 歴史
- 1884年（明治17年）5月1日 - 長浜機関庫大垣分庫として開設。
- 1889年（明治22年）7月1日 - 大垣機関庫として独立。
- 1915年（大正4年）8月14日 - 名古屋機関庫大垣分庫となる。
- 1925年（大正14年）1月16日 - 米原機関庫大垣分庫となる。
- 1936年（昭和11年）9月1日 - 米原機関区大垣支区となる。
- 1941年（昭和16年）12月1日 - 大垣機関区となる。
- 1950年（昭和25年）5月 - 東海道本線関ヶ原越えの補機運用がなくなり本線運用の蒸気機関車が転出する。
- 1954年（昭和29年）6月1日 - 現在地に移転[2]。
- 1955年（昭和30年）7月15日 - 東海道本線米原電化に併せて、大垣機関区を大垣電車区に改称、電車の配置を開始する。但し、樽見線などに使用する蒸気機関車と気動車は引き続き大垣電車区に配置。
- 1972年（昭和47年）3月 - 樽見線無煙化により蒸気機関車の定期運用終了。その後電車のみの配置となる。
- 1987年（昭和62年）4月1日 - 国鉄分割民営化により、JR東海に継承。
- 2001年（平成13年）4月1日 - 車両検修部門を車両区、運転士部門を運転区へ分離し、大垣電車区から大垣車両区へ名称変更される[3]。

## 配置車両に記される略号

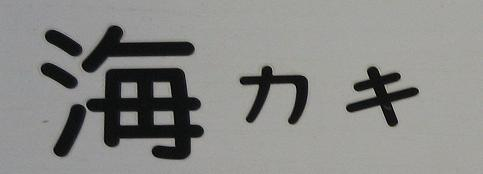
大垣車両区 所属略号

「海カキ」…東海鉄道事業本部を意味する「海」と、大垣を意味する「カキ」から構成される。なお、国鉄時代は名古屋鉄道管理局を意味する「名」と合わせて「名カキ」であった。

## 配置車両
以下は、2023年10月1日現在の配置車両である。機関車・貨車・客車は配置0両のため省略した。
| 電車  | 気動車 | 合計  |
| ----- | ------ | ----- |
| 372両 | 0両    | 360両 |

### 特急形電車
285系
- 3000番台7両編成2本（I4・I5編成）の計14両が配置されている[1]。
- 当区には書類上の所属で、実際には西日本旅客鉄道（JR西日本）後藤総合車両所出雲支所に常駐している。検査や改良工事も全てJR西日本に委託しており、後藤総合車両所が施工している（書類上は名古屋工場の担当）。
- 寝台特急「サンライズ出雲」、「サンライズ瀬戸」でJR西日本所属編成と共通運用されている。

### 一般形電車
213系
- 5000番台の2両編成14本（H1 - H14編成）の計28両が配置されている[1]。
- 飯田線、中央本線（辰野駅 - 茅野駅間）で使用されており、出入庫の際は東海道本線を走行する。
- 導入当初は当区へ配置されており、1999年に神領車両区へ転出したが、飯田線用の119系を置き換えるため、2011年10月から2012年3月にかけて当区へ再転入した。

313系
- 以下の計316両が配置されている[1]。
- 313系は番台によって車内構造や仕様が異なるため、編成番号が細かく別けられている。
  - 0番台4両編成15本（Y1 - Y15編成）
  - 300番台2両編成5本（Y42 - Y46編成）
  - 1100番台4両編成10本（J1 - J10・J14-J16編成）
  - 1000番台4両編成3本（J11 - J13編成）
  - 1300番台2両編成4本（R201 - R204編成)
  - 1500番台3両編成3本（J151 - J153編成）
  - 1600番台3両編成4本（J161 - J164編成）
  - 1700番台3両編成3本（J171 - J173編成）
  - 3000番台2両編成16本（R101 - R116編成）
  - 5000番台6両編成17本（Y101 - Y117編成）
  - 5300番台2両編成5本（Z1 - Z5編成）

- 1700番台2本及び3000番台以外は東海道本線（静岡駅 - 米原駅間）と武豊線で普通・快速列車として使用されている。
- 1500番台3本、1600番台4本、1700番台1本は東海道本線（掛川駅 - 米原駅間）で常に2編成連結の6両編成で使用されている。
- 1700番台は3本のうち2本は飯田線と中央本線（辰野駅 - 上諏訪駅間、岡谷駅 - 塩尻駅間）、篠ノ井線（塩尻駅 - 松本駅間）で、残りの1本は1500番台または1600番台と連結して6両編成で東海道本線（掛川駅 - 米原駅間）で使用されている。
- 3000番台は2011年10月に119系の置き換え用として神領車両区から転入した車両で、2015年3月のダイヤ改正現在、13本が飯田線・中央本線（辰野駅 - 茅野駅間）と東海道本線大垣駅 - 美濃赤坂駅間のワンマン列車を中心に使用されている。残りの3本は予備車で、0番台、1100番台、300番台および5300番台ならびに311系の代走として東海道本線静岡駅 - 米原駅間や武豊線でも運用につくこともある。また神領車両所属時(転属前)に大垣車両区に貸し出されて上記の運用に就いた事がある。
- 0番台・300番台は中央本線（名古屋駅 - 中津川駅間）と関西本線（名古屋駅 - 亀山駅間）でも使用されていた。但し、関西本線に関しては0番台のみ。2015年3月のダイヤ改正前の行楽シーズンに「ナイスホリデー木曽路」として塩尻駅まで入線していた。
- 6両編成の5000番台は東海道本線（浜松駅 - 米原駅間）の快速列車群での運用が中心である。運用数の関係上、検査入場した場合は1500番台･1600番台･1700番台のいずれか2編成併結の6両編成か0番台に300番台・5300番台・3000番台のいずれかを併結した6両編成にて代走される。8両の場合には予備の0番台か1100番台が連結して運用される。武豊線は最大編成が4両であるため、入線することはない。
- 2022年の改正までは詳細な番台によって運用を別けられていたが、改正からは共通運用が中心となっている。

- 2017年3月に発生した踏切事故[4][5]で、Y102編成の長期運用離脱に伴い車両が不足したため、神領車両区から1100番台が1編成（B6編成）転入したが、2020年10月1日付で神領車両区へ戻っている[6]。
- 1500・1600・1700番台は、2022年改正によって神領車両区に315系が投入されたため、2022年3月に同区から転入した。
- 1000・1100番台(J11-J16編成)は、2023年1月から11月にかけて神領車両区から転入した[7][8]。
- 2021年金山駅へのホーム柵設置に伴いドア部分にQRコードの貼り付けが行われた[9][10]。

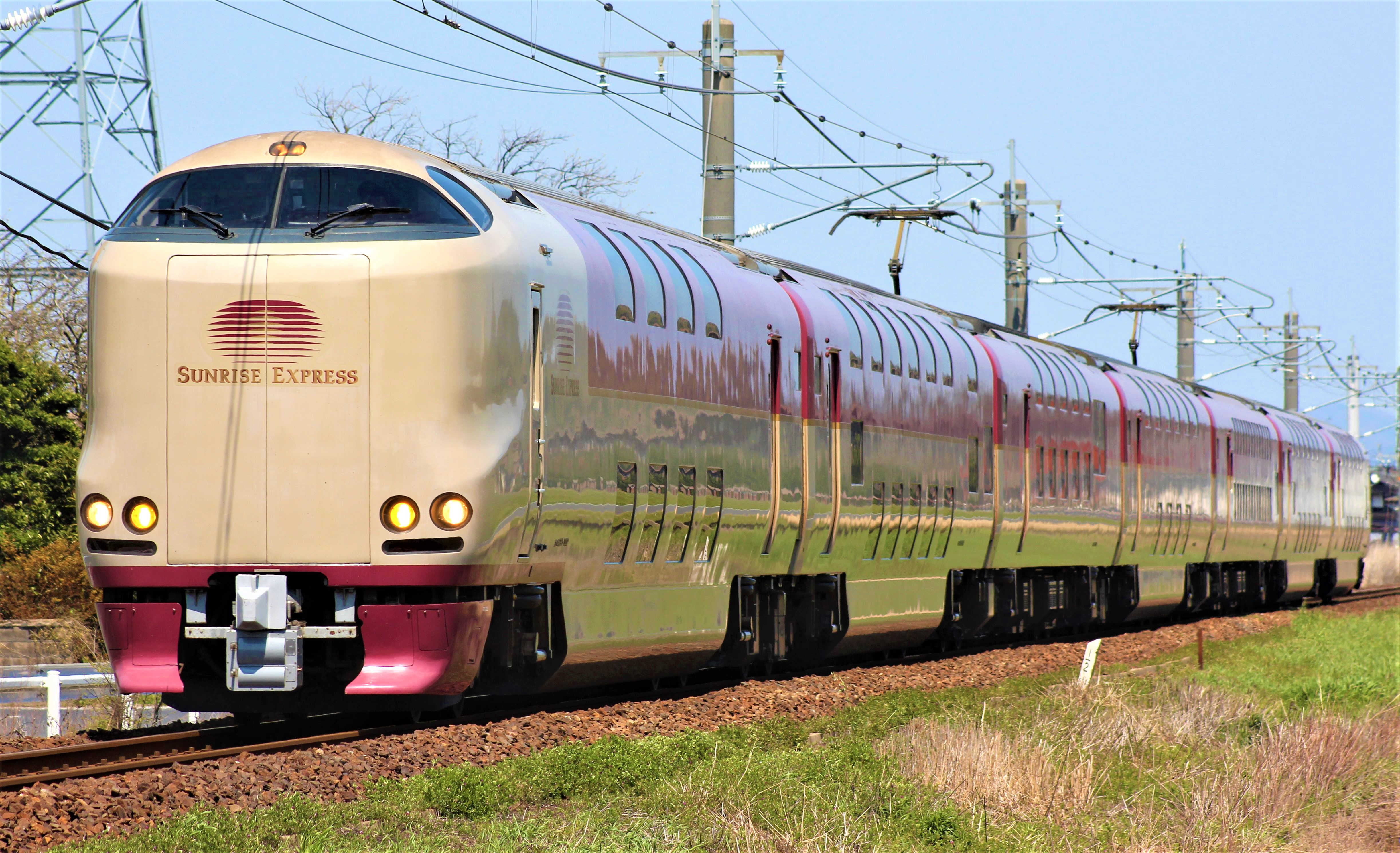
285系3000番台
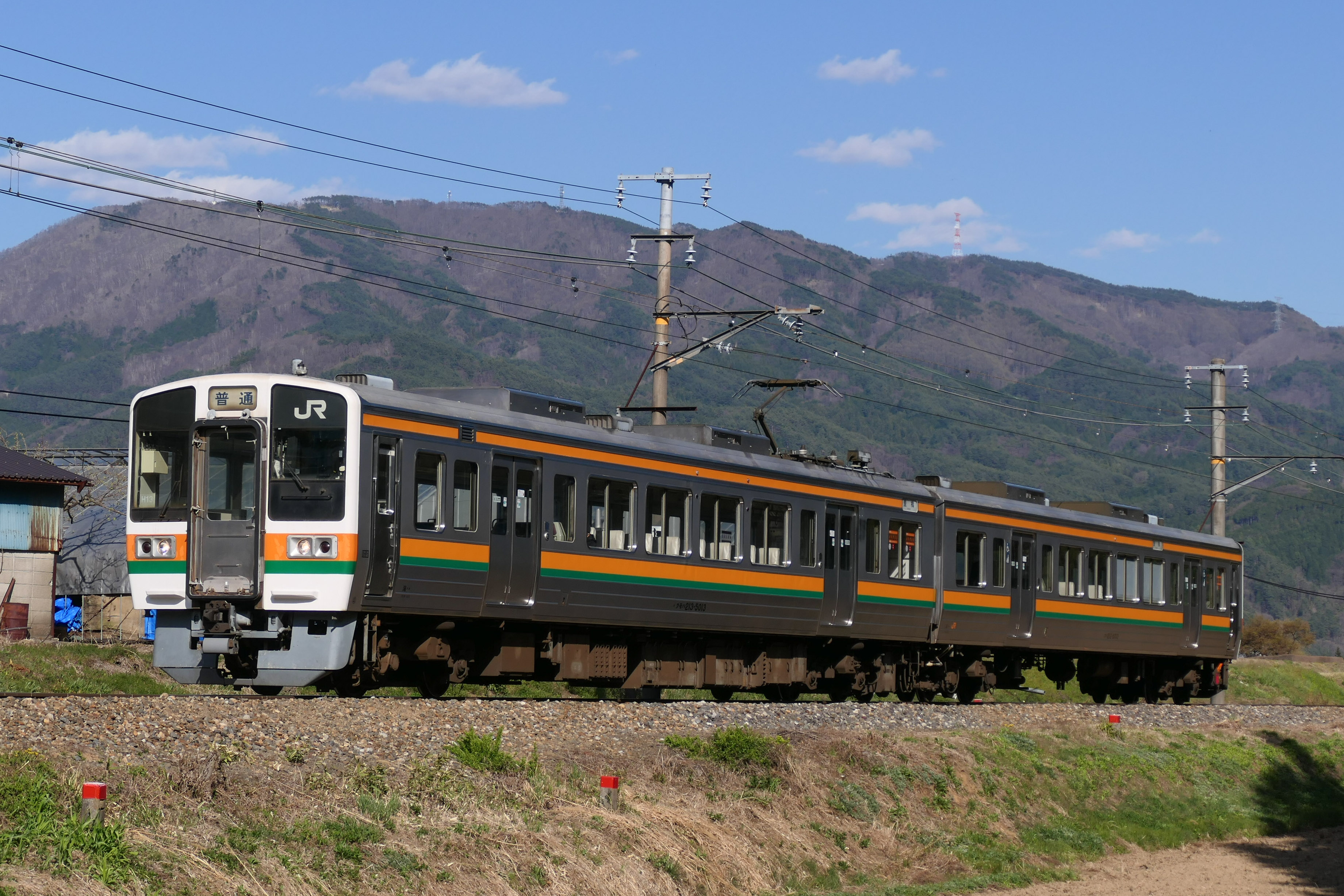
213系5000番台
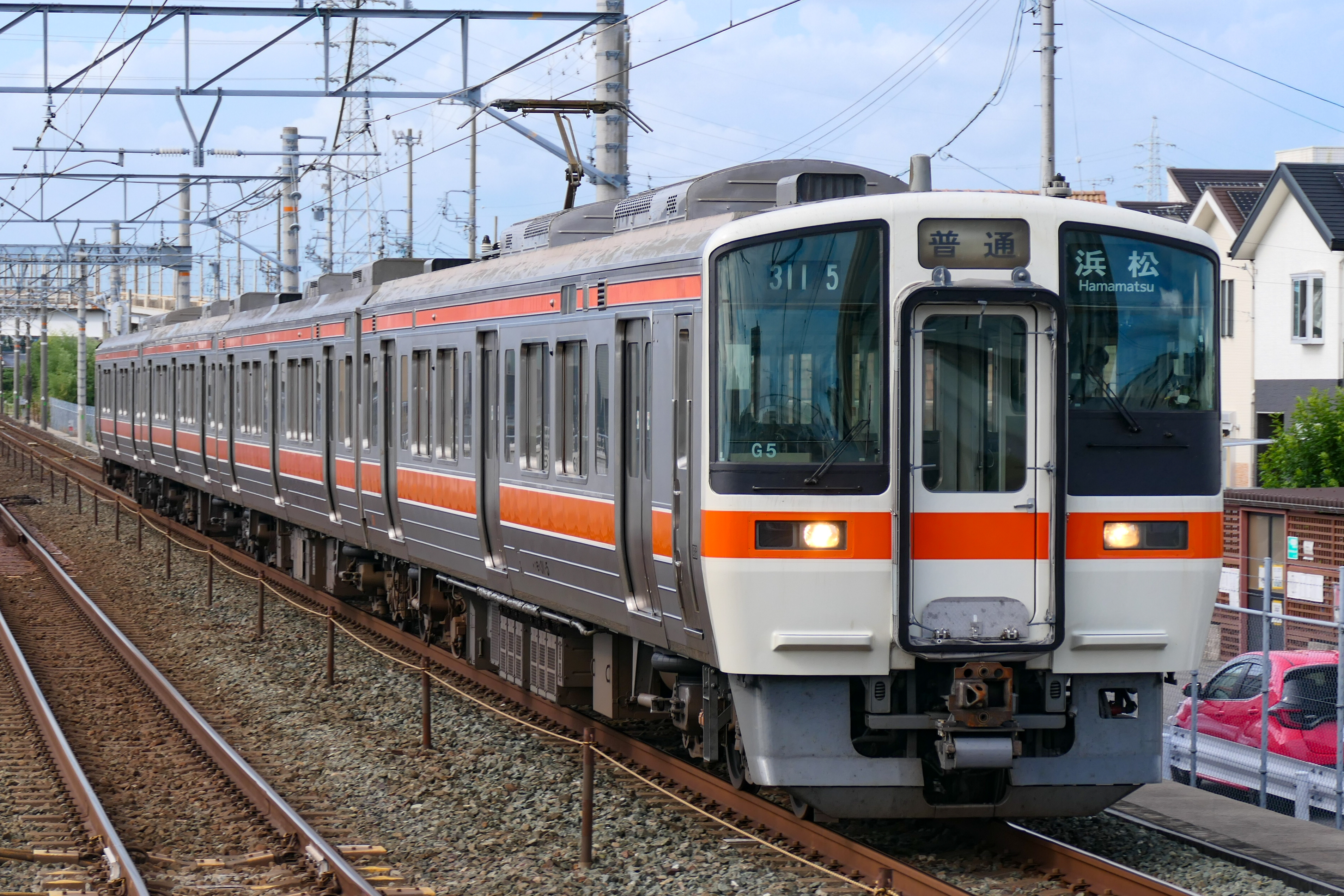
311系
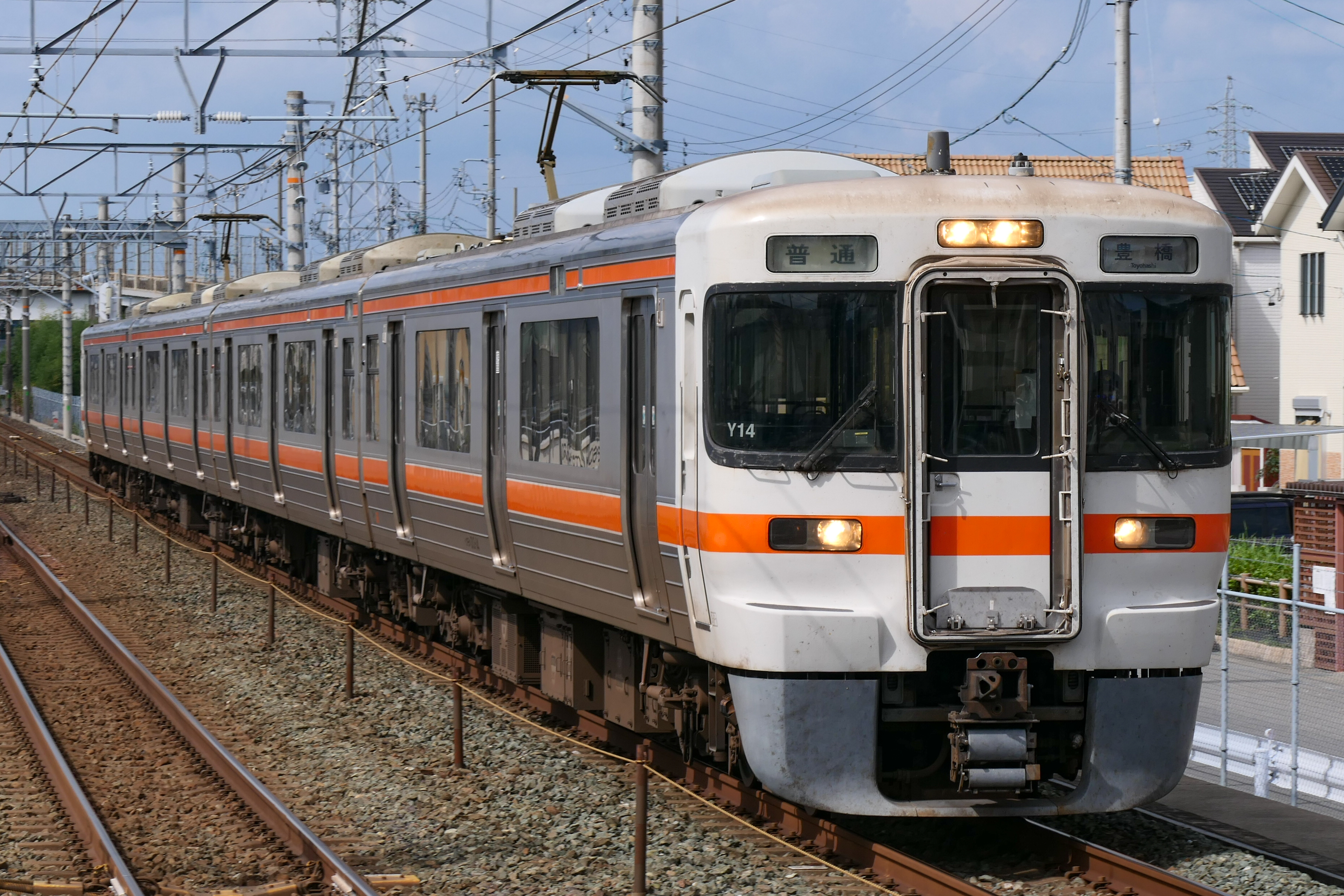
313系0番台
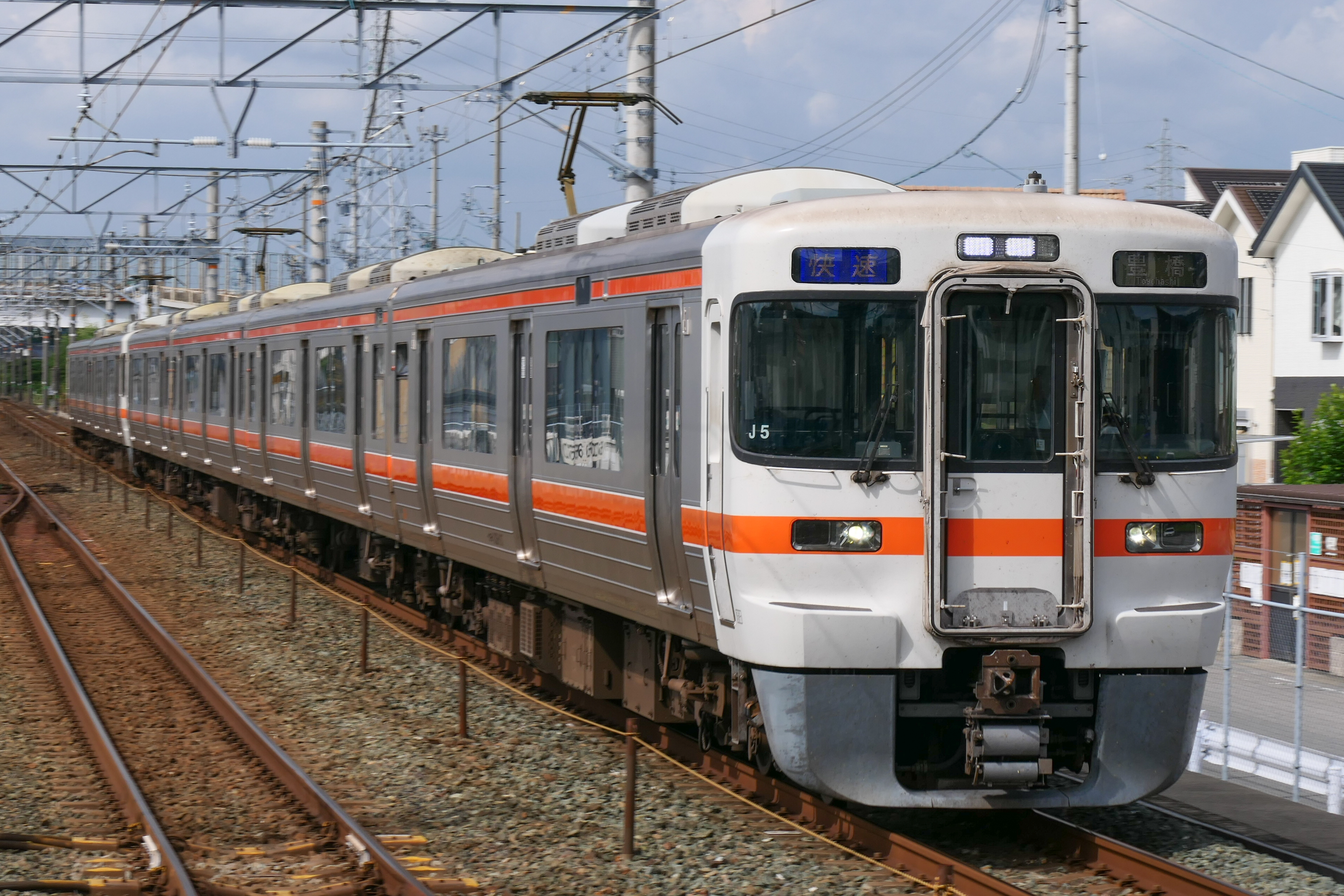
313系1100番台
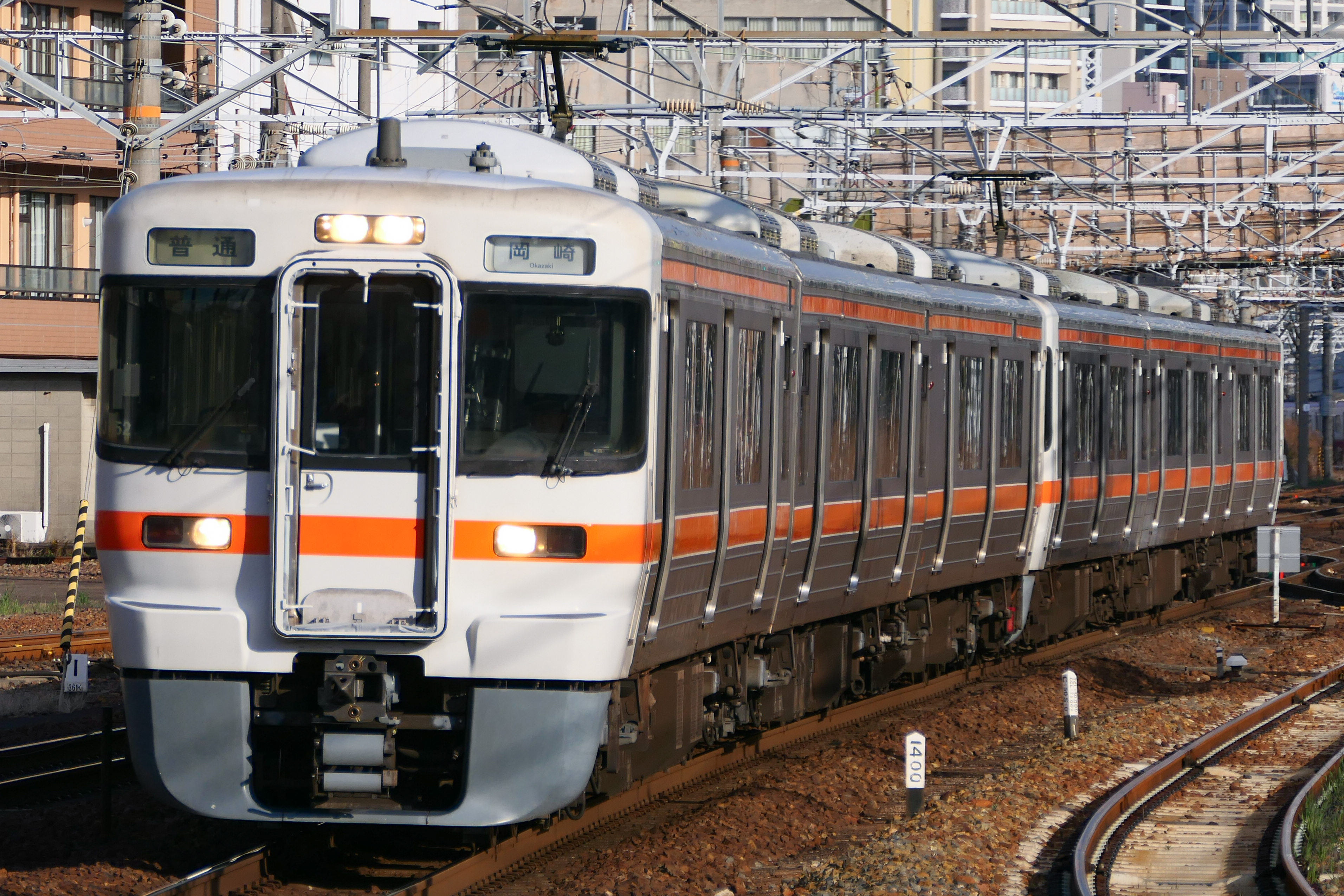
313系1500番台
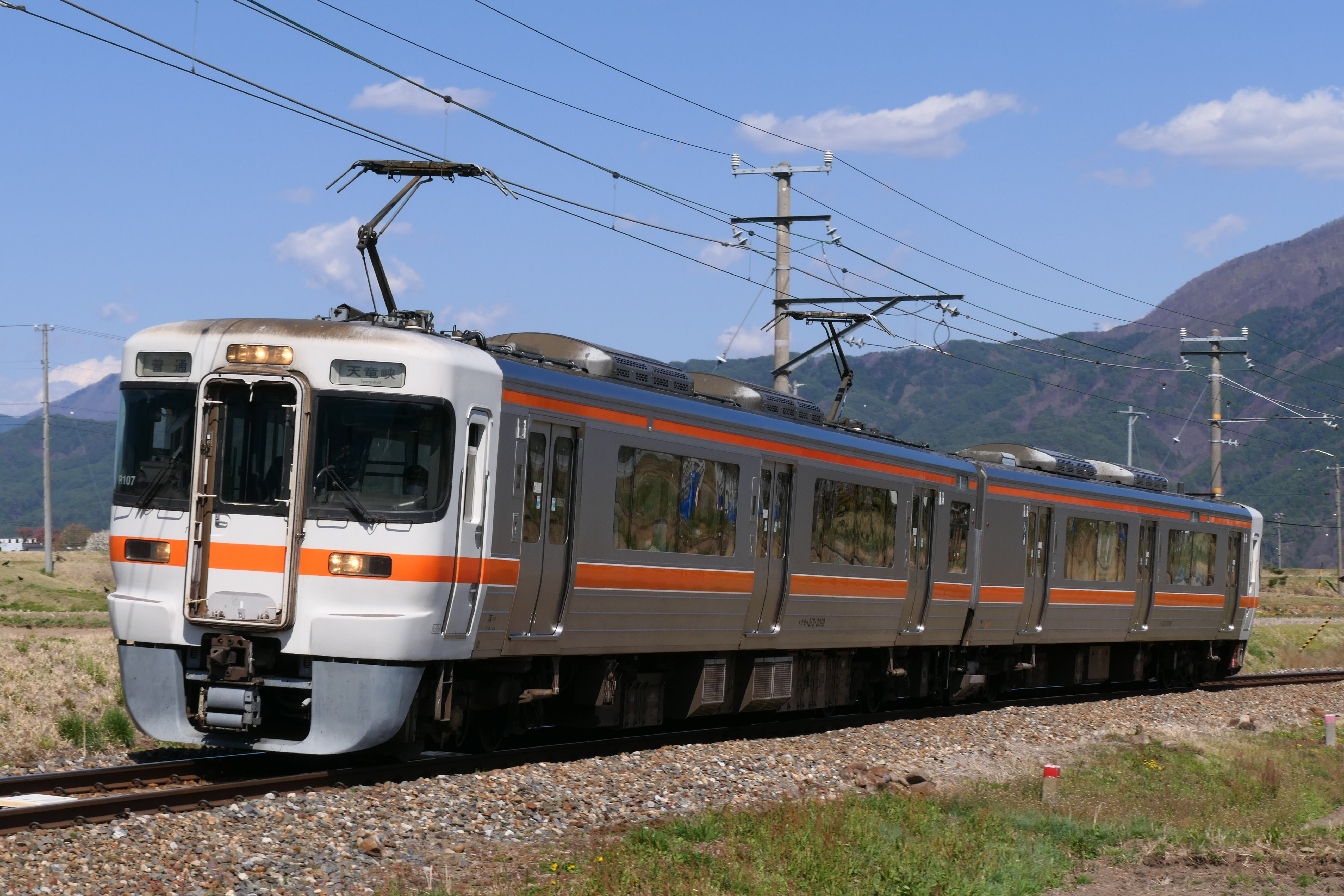
313系3000番台
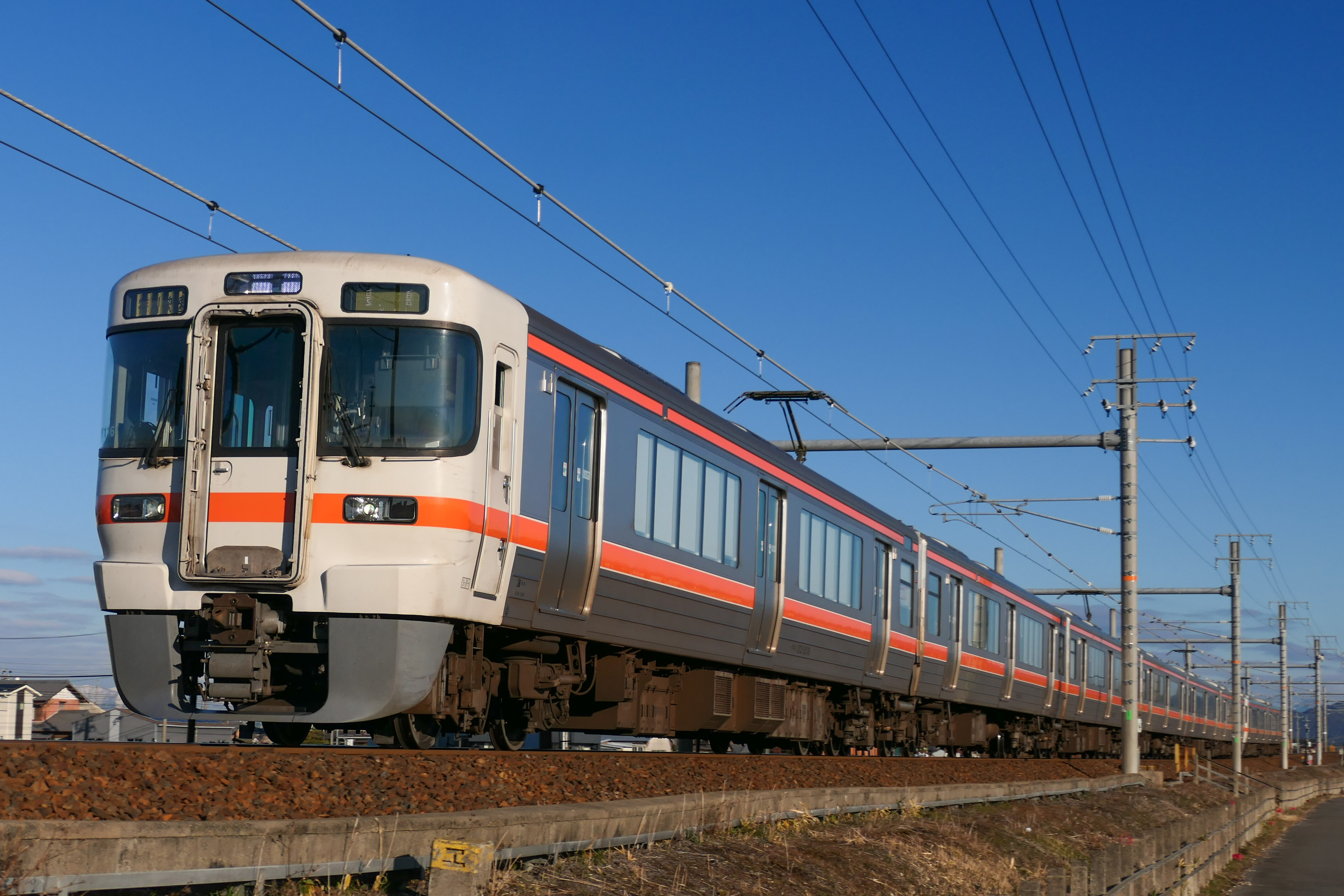
313系5000番台

### 過去の配置車両
急行形電車
- 153系（ - 1983年）
- 155系・159系（ - 1982年）
- 163系・165系

近郊形電車
- 113系（1978年 - 1999年）
- 117系（1988年 - 2013年）
- 119系（2002年 - 2012年）
- 211系（1988年 - 2011年）
- 311系  (1989年 - 2025年)

旧形電車
- クモハ12形0番台(旧モハ34形)（美濃赤坂、垂井駅用、牽引車代用）
- クモハ14形100番台(旧モハ62形)（美濃赤坂、垂井線用）
- クモハ40形（美濃赤坂、垂井線用、牽引車代用）
- クモハ60形（美濃赤坂、垂井線用）
- クハ68形　70系の編成に混用。クハ55形、クロハ59形からの改造編入車を含む。
- 70系（1966年 - 1968年）
- 80系（ - 1978年）

事業用電車
- クモヤ22形（牽引車）
- クモヤ90形（牽引車）
- 193系（495系）電車（試験車）
- クモヤ145形電車（牽引車）

荷物車など
- クモユニ74形・クモニ83形（1964年 - 1985年）
- クモユニ81形（1962年 - 1968年）
- クモニ143形（1985年 - ）
- クモユニ147形（1985年 - 1987年。当初は飯田線色のまま運用）